# Československo na Zimních olympijských hrách 1980
Československo na Zimních olympijských hrách v Lake Placid v roce 1980 reprezentovalo 41 sportovců, z toho 7 žen. Nejmladším účastníkem byl hokejista Miroslav Fryčer (20 let, 139 dní), nejstarším hokejista Bohuslav Ebermann (31 let, 146 dní). Reprezentanti vybojovali 1 bronzovou medaili. 

## Československé medaile
| Medaile | Jméno         | Sport         | Disciplína  |
| ------- | ------------- | ------------- | ----------- |
| Bronz   | Květa Jeriová | běh na lyžích | běh na 5 km |

## Seznam všech zúčastněných sportovců
| Číslo | Jméno              | Pohlaví | Věk | Sport           |
| ----- | ------------------ | ------- | --- | --------------- |
| 1     | Bohumír Zeman      | Muž     | 22  | Alpské lyžování |
| 2     | Jana Gantnerová    | Žena    | 20  | Alpské lyžování |
| 3     | Peter Zelinka      | Muž     | 22  | Biatlon         |
| 4     | Josef Skalník      | Muž     | 21  | Biatlon         |
| 5     | Jaromír Šimůnek    | Muž     | 25  | Biatlon         |
| 6     | Zdeněk Hák         | Muž     | 21  | Biatlon         |
| 7     | Jiří Švub          | Muž     | 21  | Běh na lyžích   |
| 8     | Gabriela Svobodová | Žena    | 26  | Běh na lyžích   |
| 9     | František Šimon    | Muž     | 26  | Běh na lyžích   |
| 10    | Blanka Paulů       | Žena    | 25  | Běh na lyžích   |
| 11    | Dagmar Švubová     | Žena    | 21  | Běh na lyžích   |
| 12    | Jiří Beran         | Muž     | 28  | Běh na lyžích   |
| 13    | Miloš Bečvář       | Muž     | 23  | Běh na lyžích   |
| 14    | Květa Jeriová      | Žena    | 23  | Běh na lyžích   |
| 15    | Liliana Řeháková   | Žena    | 21  | Krasobruslení   |
| 16    | Stanislav Drastich | Muž     | 25  | Krasobruslení   |
| 17    | Peter Šťastný      | Muž     | 23  | Lední hokej     |
| 18    | Marián Šťastný     | Muž     | 27  | Lední hokej     |
| 19    | Anton Šťastný      | Muž     | 20  | Lední hokej     |
| 20    | Jaroslav Pouzar    | Muž     | 28  | Lední hokej     |
| 21    | Milan Nový         | Muž     | 28  | Lední hokej     |
| 22    | Jiří Novák         | Muž     | 29  | Lední hokej     |
| 23    | Jan Neliba         | Muž     | 26  | Lední hokej     |
| 24    | Vladimír Martinec  | Muž     | 30  | Lední hokej     |
| 25    | Vincent Lukáč      | Muž     | 25  | Lední hokej     |
| 26    | Karel Lang         | Muž     | 21  | Lední hokej     |
| 27    | Jiří Králík        | Muž     | 27  | Lední hokej     |
| 28    | Arnold Kadlec      | Muž     | 21  | Lední hokej     |
| 29    | František Kaberle  | Muž     | 28  | Lední hokej     |
| 30    | Karel Holý         | Muž     | 24  | Lední hokej     |
| 31    | Miroslav Fryčer    | Muž     | 20  | Lední hokej     |
| 32    | Bohuslav Ebermann  | Muž     | 31  | Lední hokej     |
| 33    | Miroslav Dvořák    | Muž     | 28  | Lední hokej     |
| 34    | Vítězslav Ďuriš    | Muž     | 26  | Lední hokej     |
| 35    | Milan Chalupa      | Muž     | 26  | Lední hokej     |
| 36    | Jiří Bubla         | Muž     | 30  | Lední hokej     |
| 37    | Jindřich Zeman     | Muž     | 29  | Saně            |
| 38    | Vladimír Resl      | Muž     | 26  | Saně            |
| 39    | Mária Jasenčáková  | Žena    | 22  | Saně            |
| 40    | Leoš Škoda         | Muž     | 26  | Skoky na lyžích |
| 41    | Josef Samek        | Muž     | 22  | Skoky na lyžích |